# Croagh Patrick
Der Croagh Patrick (irisch: Cruach Phádraig) ist ein 764 Meter hoher Berg im County Mayo im Westen der Republik Irland. Er hat den Beinamen The Reek (hiberno-englisch für Haufen). Seit Hunderten von Jahren ist der Croagh Patrick zu Ehren des heiligen Patrick eine Wallfahrtsstätte.

## Wallfahrt
Im Jahr 441 stieg der Patron Irlands der Legende nach auf diesen Berg, fastete dort 40 Tage lang und erbaute eine Kapelle. An einer Seite des Berges soll er eine Glocke hinabgeworfen und damit alle Schlangen von der irischen Insel vertrieben haben. Der Ort, wo die Glocke angeblich landete, ist ein U-förmiges Tal. Es entstand während der Eiszeit und mündet in die Clew Bay.
Die kleine Kapelle auf dem Gipfel wurde am 30. Juli 1905 geweiht. Am 31. Juli 2005, anlässlich der jährlichen Wallfahrt, enthüllte Michael Neary, der Erzbischof von Tuam, eine Gedenktafel zur Erinnerung an den hundertsten Jahrestag der Weihe.
Am sogenannten Reek Sunday (auch Girlandensonntag genannt), dem letzten Sonntag im Juli, einem eigentlich heidnischen Termin, steigen jährlich etwa 25.000 Pilger den Berg hinauf; viele tun dies barfuß.

## Archäologie
In der Berglandschaft befinden sich mittelalterliche Kirchenanlagen und eine bronzezeitliche Wallburg.

## Umgebung
Am Fuß des Berges liegt der Ort Murrisk, mit dem Croagh Patrick Visitor Centre, das eine Ausstellung zu den archäologischen Funden und zur Geschichte der Wallfahrt zeigt. Ein von John Behan geschaffenes Denkmal aus Bronze erinnert an die „Sargschiffe“ (coffin ships), die nach der entsetzlichen Großen Hungersnot von 1845 bis 1847 unter erbärmlichen Bedingungen Auswanderer in die USA brachten, nicht zuletzt aus dieser damals besonders armen Gegend. Nördlich des Berges finden sich die Megalithen von Killadangan.

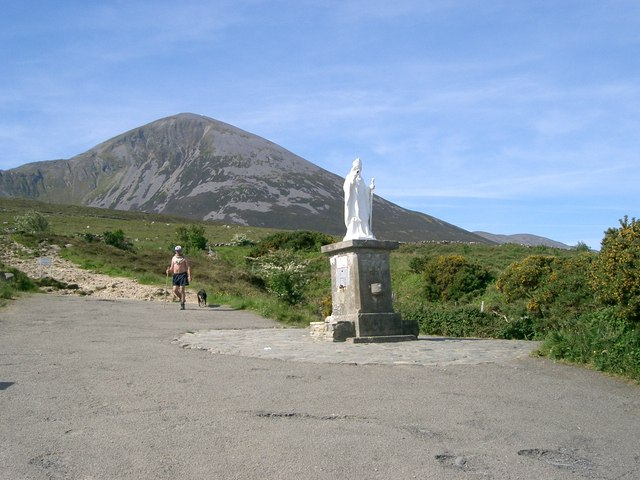
Berg mit St.-Patrick-Statue
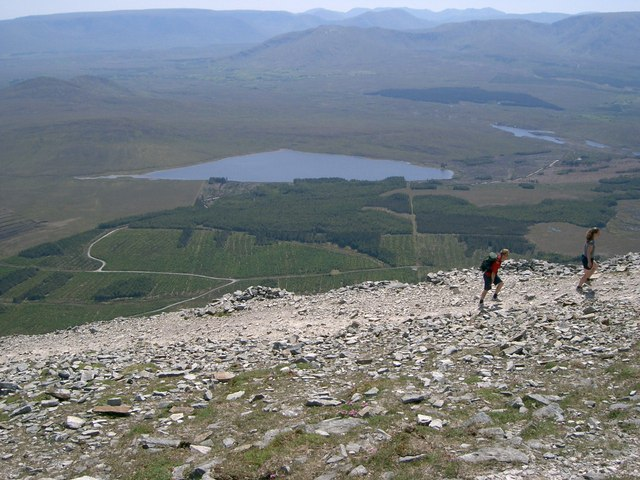
Pilgerpfad
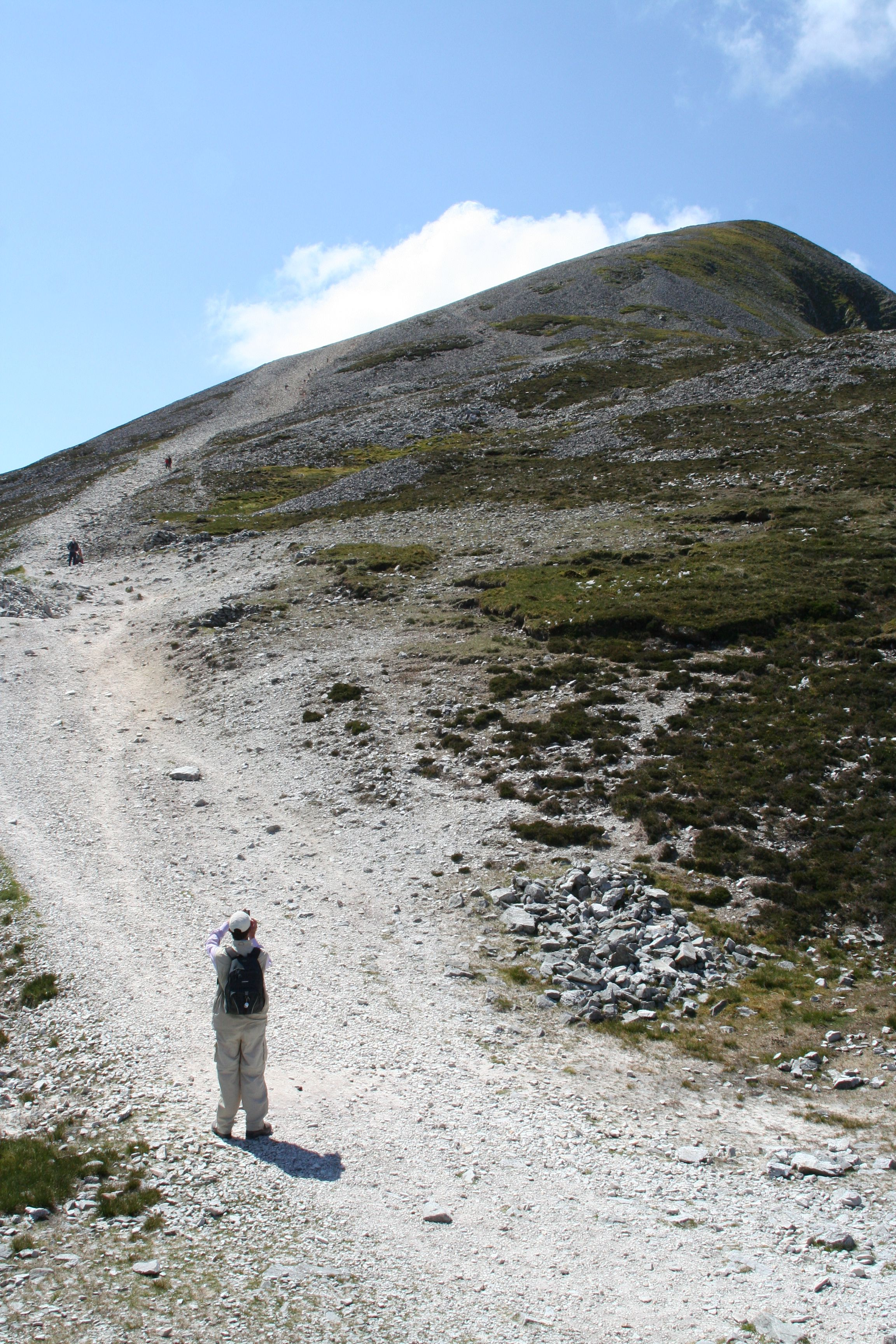
Pilgerpfad zum Gipfel
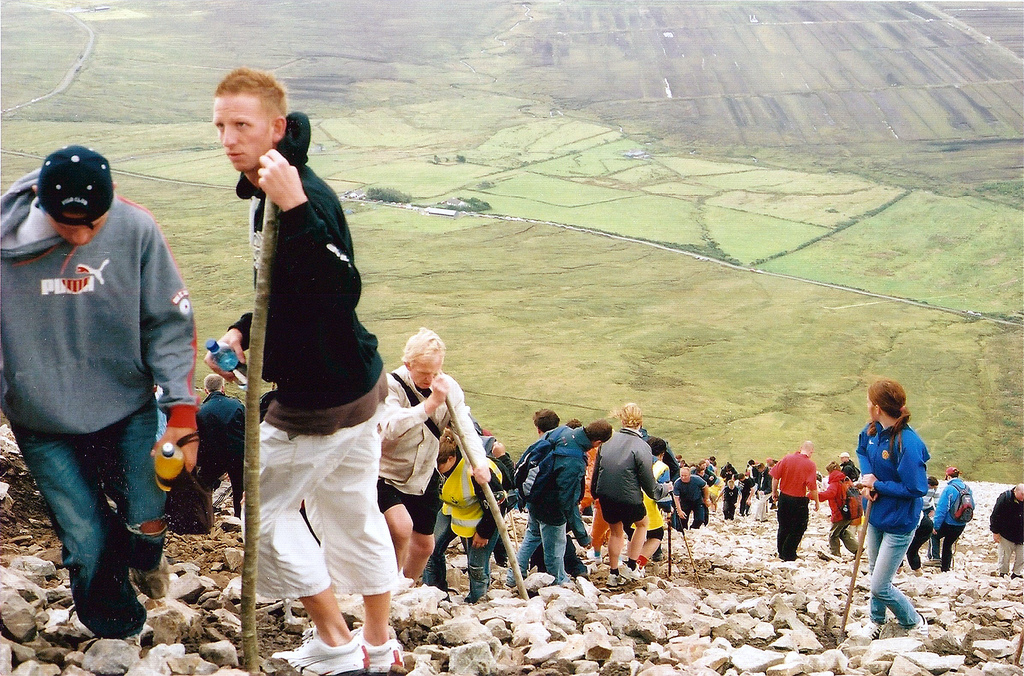
Pilger auf dem Weg zum Gipfel
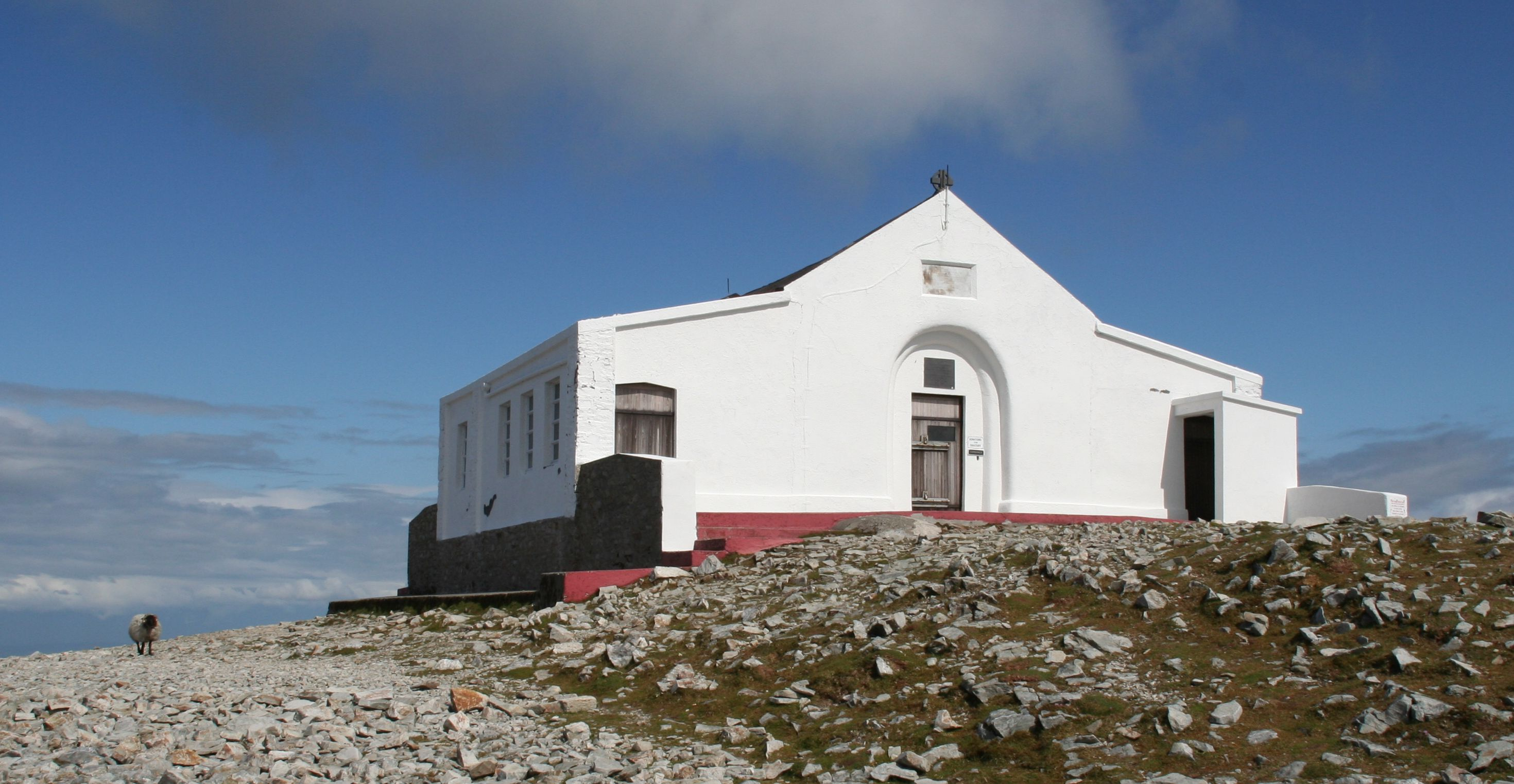
Kapelle auf dem Gipfel
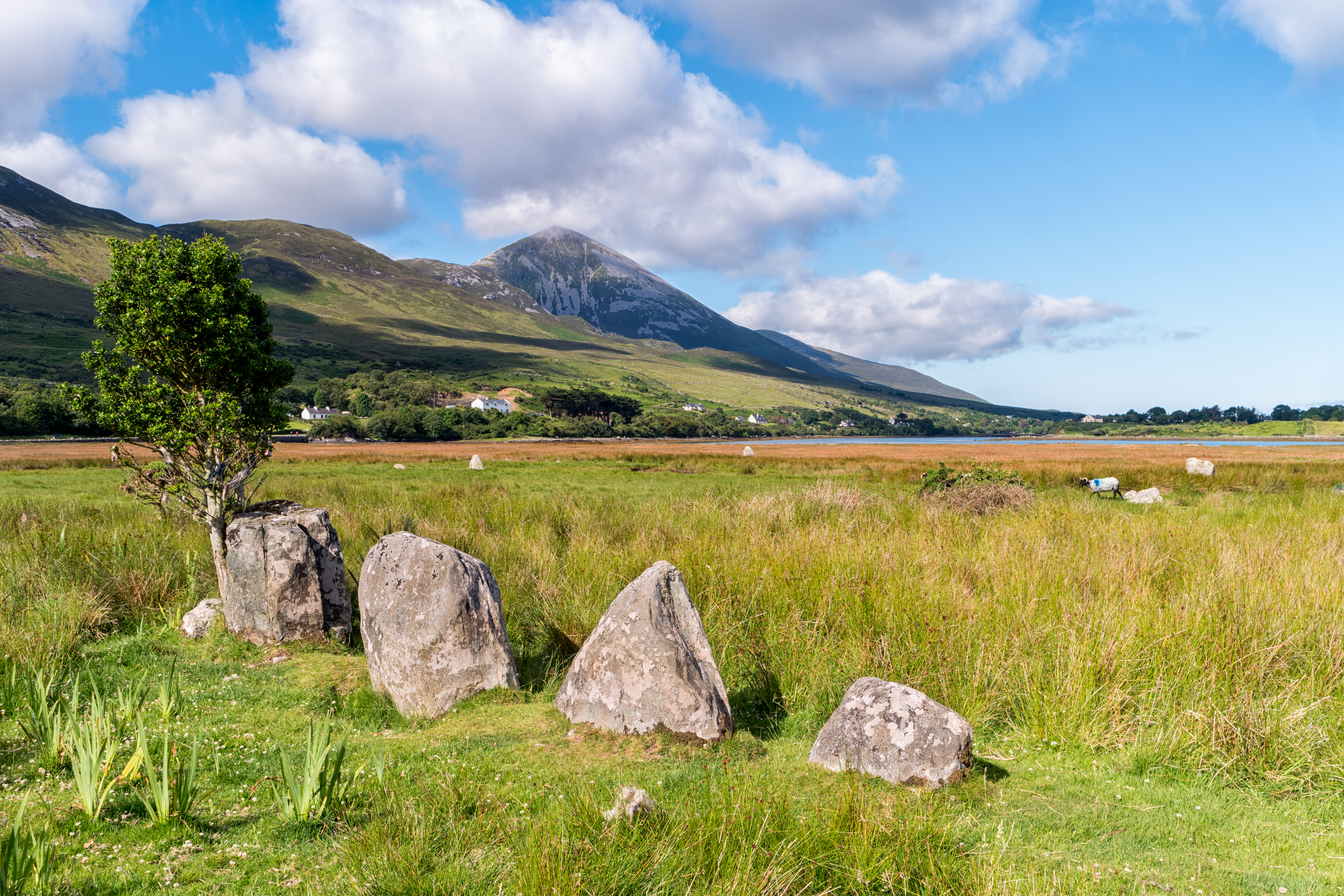
Der Croagh Patrick und die Clew Bay